# Pills & Automobiles
Pills & Automobiles è un singolo del cantante statunitense Chris Brown, realizzato in collaborazione con gli artisti trap Yo Gotti, A Boogie wit da Hoodie e Kodak Black, quarto estratto dal suo ottavo album in studio Heartbreak on a Full Moon. È stato pubblicato il 4 agosto del 2017 dalla RCA Records.

## Composizione
Nei primi di maggio del 2017 il cantante aveva annunciato la prima tracklist di Heartbreak on a Full Moon, e il brano non era presente tra i 40 brani annunciati, ma la pubblicazione dell'album fu poi spostata. Successivamente, dopo che gli artisti si incontrarono dopo il concerto organizzato dalla radio americana Hot 97, chiamato "HOT 97 Summer Jam 2017", il 12 giugno 2017 si incontrarono e realizzarono il brano. Dopo aver annunciato a luglio 2017 l'uscita di due nuovi singoli, pubblicò il 4 agosto Pills & Automobiles, come quarto singolo d'anticipazione dall'album.

## Il brano
Pills & Automobiles è un brano trap, dove il cantante usa pesantemente l'effetto dell'Auto-Tune. Nel brano il cantante e i rapper parlano dell'incontro con una ragazza sotto effetto di più sostanze stupefacenti, e di macchine costose.

## Classifiche
| Classifica (2017)           | Posizione massima |
| --------------------------- | ----------------- |
| Canada                      | 67                |
| Francia                     | 138               |
| Stati Uniti                 | 46                |
| Stati Uniti (R&B & hip hop) | 16                |